# Eurytoma
Eurytoma är ett släkte av steklar som beskrevs av Johann Karl Wilhelm Illiger 1807. Eurytoma ingår i familjen kragglanssteklar.

## Bildgalleri

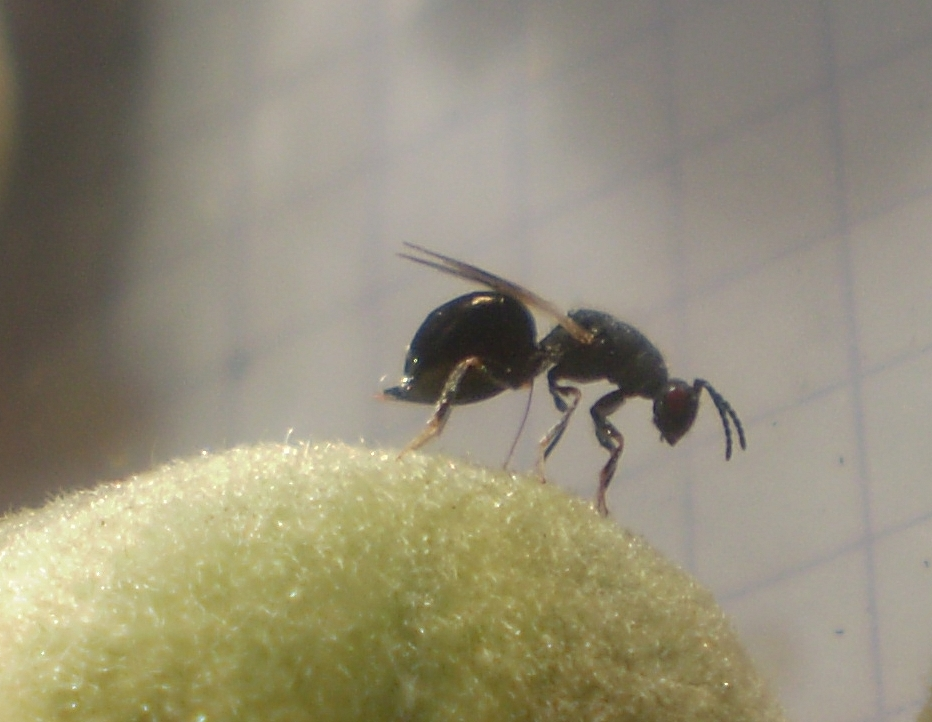
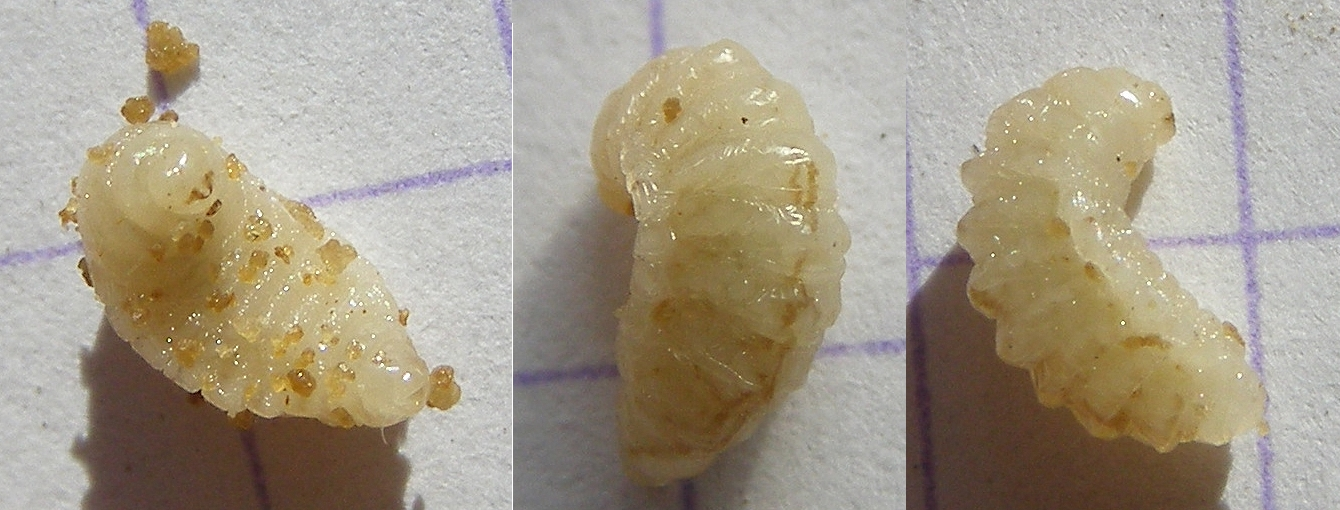
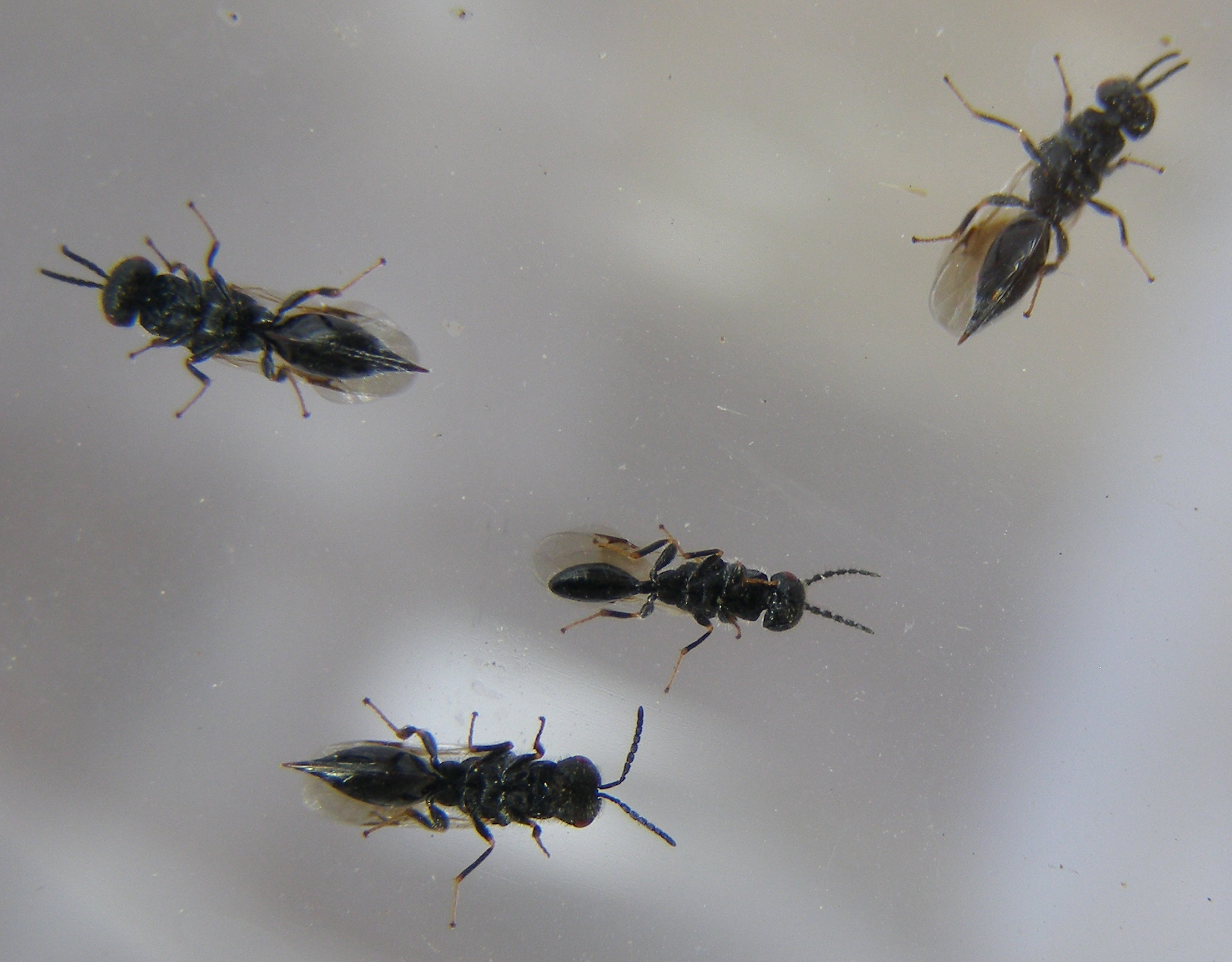

## Dottertaxa tillEurytoma, i alfabetisk ordning[1][2]
- Eurytoma abalosi
- Eurytoma abatos
- Eurytoma abdita
- Eurytoma abieticola
- Eurytoma abnormiclava
- Eurytoma abnormicornis
- Eurytoma abrotani
- Eurytoma acaciacola
- Eurytoma acaciae
- Eurytoma acericola
- Eurytoma aciculata
- Eurytoma acroptilae
- Eurytoma acuminata
- Eurytoma acus
- Eurytoma acuta
- Eurytoma adenophorae
- Eurytoma adiacrita
- Eurytoma adleriae
- Eurytoma aequabilis
- Eurytoma aerflora
- Eurytoma aethiops
- Eurytoma afra
- Eurytoma agalica
- Eurytoma albinervis
- Eurytoma albotibialis
- Eurytoma alhagicola
- Eurytoma almorensis
- Eurytoma aloineae
- Eurytoma aloisifilippoi
- Eurytoma altifossa
- Eurytoma altiventris
- Eurytoma amaranthusa
- Eurytoma amborasahae
- Eurytoma ampelodesmae
- Eurytoma amplicoxa
- Eurytoma amurensis
- Eurytoma amygdali
- Eurytoma annilai
- Eurytoma annulipes
- Eurytoma antica
- Eurytoma antistrophi
- Eurytoma anupama
- Eurytoma apantelesi
- Eurytoma apara
- Eurytoma aphloiae
- Eurytoma apicalis
- Eurytoma apiculae
- Eurytoma apionidis
- Eurytoma appendigaster
- Eurytoma aquatica
- Eurytoma arabica
- Eurytoma arachnophaga
- Eurytoma arachnovora
- Eurytoma arctica
- Eurytoma aretheas
- Eurytoma argentata
- Eurytoma argentifrons
- Eurytoma arguta
- Eurytoma armenica
- Eurytoma arnoldi
- Eurytoma aroueti
- Eurytoma artemisiae
- Eurytoma ascendens
- Eurytoma asiatica
- Eurytoma asphodeli
- Eurytoma asphondyliae
- Eurytoma aspila
- Eurytoma asyneumae
- Eurytoma aterrima
- Eurytoma atra
- Eurytoma atrateges
- Eurytoma atripes
- Eurytoma attiva
- Eurytoma augasmae
- Eurytoma aureata
- Eurytoma aurifrons
- Eurytoma australiensis
- Eurytoma baccae
- Eurytoma baldingerae
- Eurytoma bambeyi
- Eurytoma bangalorica
- Eurytoma banksi
- Eurytoma bararakae
- Eurytoma basilewskyi
- Eurytoma bicolor
- Eurytoma bicolorata
- Eurytoma bicoloriventris
- Eurytoma bigeloviae
- Eurytoma biumbae
- Eurytoma blanci
- Eurytoma blastophagi
- Eurytoma bolteri
- Eurytoma borneana
- Eurytoma bouceki
- Eurytoma brevicoxa
- Eurytoma breviscaposa
- Eurytoma brevitergis
- Eurytoma breviura
- Eurytoma brevivena
- Eurytoma bromi
- Eurytoma browni
- Eurytoma brunneipennis
- Eurytoma brunniventris
- Eurytoma bugbeei
- Eurytoma butcheri
- Eurytoma calcarea
- Eurytoma calicotomae
- Eurytoma californica
- Eurytoma calycis
- Eurytoma camaromyiae
- Eurytoma campanulae
- Eurytoma camposa
- Eurytoma caraganae
- Eurytoma carinatifrons
- Eurytoma carlylei
- Eurytoma carpini
- Eurytoma caryedocida
- Eurytoma castor
- Eurytoma casuarinae
- Eurytoma caudata
- Eurytoma caulicola
- Eurytoma ceanothi
- Eurytoma cebennica
- Eurytoma cedrus
- Eurytoma celsa
- Eurytoma celtigalla
- Eurytoma centaureae
- Eurytoma ceratinae
- Eurytoma chacoana
- Eurytoma chaitra
- Eurytoma chrysothamni
- Eurytoma chrysothrix
- Eurytoma clarissae
- Eurytoma cleri
- Eurytoma coleophorae
- Eurytoma coleopterae
- Eurytoma collaris
- Eurytoma collina
- Eurytoma compressa
- Eurytoma conapionis
- Eurytoma condaliae
- Eurytoma congolense
- Eurytoma conica
- Eurytoma contractura
- Eurytoma contraria
- Eurytoma cordoi
- Eurytoma corpulenta
- Eurytoma couridae
- Eurytoma cousiniae
- Eurytoma coxalis
- Eurytoma crambeae
- Eurytoma crambicola
- Eurytoma crassa
- Eurytoma crassinervis
- Eurytoma cressoni
- Eurytoma cretheis
- Eurytoma crotolariae
- Eurytoma ctenodactylomyii
- Eurytoma cuneiforma
- Eurytoma curculionum
- Eurytoma curta
- Eurytoma cylindrica
- Eurytoma cynipicola
- Eurytoma cynipsea
- Eurytoma cypriaca
- Eurytoma daileyi
- Eurytoma danilovi
- Eurytoma danuvica
- Eurytoma densa
- Eurytoma dentata
- Eurytoma descartesi
- Eurytoma deserticola
- Eurytoma diastrophi
- Eurytoma differta
- Eurytoma diopsisi
- Eurytoma diorictriae
- Eurytoma discordans
- Eurytoma dorcaschemae
- Eurytoma dubiella
- Eurytoma dumasi
- Eurytoma duvanae
- Eurytoma eccoptogastri
- Eurytoma electa
- Eurytoma elistae
- Eurytoma ellenbergeri
- Eurytoma elongatula
- Eurytoma elymi
- Eurytoma emarginata
- Eurytoma enicospilusi
- Eurytoma ephedrae
- Eurytoma epicephalae
- Eurytoma ermolenkoi
- Eurytoma erythroaspis
- Eurytoma esuriensi
- Eurytoma eucalyptorum
- Eurytoma euclus
- Eurytoma eugeniae
- Eurytoma euphorbicola
- Eurytoma excellens
- Eurytoma exempta
- Eurytoma extincta
- Eurytoma extremitatis
- Eurytoma eylandti
- Eurytoma festucae
- Eurytoma ficusgallae
- Eurytoma flaveola
- Eurytoma flavicornis
- Eurytoma flavicrurensa
- Eurytoma flavicrus
- Eurytoma flavifacies
- Eurytoma flavimana
- Eurytoma flavitegula
- Eurytoma flaviventris
- Eurytoma flavocoxa
- Eurytoma flavoscapularis
- Eurytoma flavovaria
- Eurytoma flavovultus
- Eurytoma floridana
- Eurytoma foligalla
- Eurytoma fossae
- Eurytoma fulva
- Eurytoma fulviscapus
- Eurytoma fulvivena
- Eurytoma fumipennis
- Eurytoma furva
- Eurytoma fusca
- Eurytoma fuscipennis
- Eurytoma gahani
- Eurytoma galeati
- Eurytoma gallephedrae
- Eurytoma gastra
- Eurytoma generalis
- Eurytoma ghazvini
- Eurytoma ghilarovi
- Eurytoma gibsoni
- Eurytoma gigantea
- Eurytoma giraulti
- Eurytoma globiventris
- Eurytoma goidanichi
- Eurytoma gracilior
- Eurytoma gracilis
- Eurytoma graminicola
- Eurytoma grata
- Eurytoma gregi
- Eurytoma guianaensis
- Eurytoma haeckeli
- Eurytoma hakonensis
- Eurytoma hallami
- Eurytoma harmoliticola
- Eurytoma hawthornei
- Eurytoma hebes
- Eurytoma hecale
- Eurytoma helena
- Eurytoma herbaria
- Eurytoma herbertonensis
- Eurytoma heriadi
- Eurytoma hermonica
- Eurytoma herrerae
- Eurytoma hiems
- Eurytoma hindupurensis
- Eurytoma hirsuta
- Eurytoma howardii
- Eurytoma hybrida
- Eurytoma hypochoeridis
- Eurytoma ibaraca
- Eurytoma illinoisensis
- Eurytoma imago
- Eurytoma imminuta
- Eurytoma incerta
- Eurytoma inconspicua
- Eurytoma indi
- Eurytoma infracta
- Eurytoma ingens
- Eurytoma iniquus
- Eurytoma inornata
- Eurytoma insignis
- Eurytoma insularis
- Eurytoma inulae
- Eurytoma irakensis
- Eurytoma iranica
- Eurytoma istriana
- Eurytoma ivohibei
- Eurytoma jaceae
- Eurytoma jaltica
- Eurytoma japonica
- Eurytoma joanna
- Eurytoma johnsoni
- Eurytoma jozsefi
- Eurytoma juglansi
- Eurytoma juncea
- Eurytoma juniperina
- Eurytoma kangasi
- Eurytoma karnatakensis
- Eurytoma kasaragodensis
- Eurytoma kashiensis
- Eurytoma kemalpasensis
- Eurytoma kondarica
- Eurytoma korneyevi
- Eurytoma krishtali
- Eurytoma kulamensis
- Eurytoma lactucae
- Eurytoma lacunae
- Eurytoma lamtoensis
- Eurytoma laricis
- Eurytoma larvicola
- Eurytoma laserpitii
- Eurytoma lata
- Eurytoma lathyri
- Eurytoma latrodecti
- Eurytoma laxitas
- Eurytoma leeuwenhoeki
- Eurytoma leleyi
- Eurytoma lepidopterae
- Eurytoma leptovena
- Eurytoma leuconeura
- Eurytoma leucoptera
- Eurytoma levidensis
- Eurytoma levivultus
- Eurytoma levo
- Eurytoma linariae
- Eurytoma lincolni
- Eurytoma linearis
- Eurytoma longavena
- Eurytoma longicauda
- Eurytoma longicornis
- Eurytoma longipennis
- Eurytoma longipetiolata
- Eurytoma lucidula
- Eurytoma lutea
- Eurytoma lycti
- Eurytoma lyubae
- Eurytoma maculipes
- Eurytoma maculiventris
- Eurytoma magdalidis
- Eurytoma mali
- Eurytoma mammae
- Eurytoma mandrakae
- Eurytoma manilensis
- Eurytoma manpurensis
- Eurytoma martellii
- Eurytoma maslovskii
- Eurytoma mateui
- Eurytoma maura
- Eurytoma mayri
- Eurytoma mazzinii
- Eurytoma melanagromyzae
- Eurytoma menon
- Eurytoma microneura
- Eurytoma mimosarum
- Eurytoma minasensis
- Eurytoma minnesota
- Eurytoma minutivespa
- Eurytoma minutula
- Eurytoma mitsukurii
- Eurytoma monemae
- Eurytoma mongolica
- Eurytoma monticola
- Eurytoma mordax
- Eurytoma morio
- Eurytoma motleyi
- Eurytoma mucronura
- Eurytoma multipunctum
- Eurytoma myartsevi
- Eurytoma nalanda
- Eurytoma nartshukae
- Eurytoma natalensis
- Eurytoma neesii
- Eurytoma nelsonia
- Eurytoma neocaraganae
- Eurytoma neomexicana
- Eurytoma neoverticillata
- Eurytoma nevadensis
- Eurytoma nigra
- Eurytoma nigricoxa
- Eurytoma nigripedicel
- Eurytoma nigripes
- Eurytoma nigrita
- Eurytoma nigroculex
- Eurytoma nikkoensis
- Eurytoma nikolskayae
- Eurytoma nippon
- Eurytoma nochurae
- Eurytoma nodularis
- Eurytoma nodulosa
- Eurytoma nova
- Eurytoma novalis
- Eurytoma nox
- Eurytoma noxialis
- Eurytoma nympha
- Eurytoma obesa
- Eurytoma obocki
- Eurytoma obscura
- Eurytoma obtusa
- Eurytoma obtusilobae
- Eurytoma obtusiventris
- Eurytoma ochraceipes
- Eurytoma olbus
- Eurytoma oleae
- Eurytoma oliphantis
- Eurytoma omnirubricornis
- Eurytoma onobrychidis
- Eurytoma onobrycola
- Eurytoma oophaga
- Eurytoma orbicaulis
- Eurytoma orbiculata
- Eurytoma orchidearum
- Eurytoma orientalis
- Eurytoma orseoliphaga
- Eurytoma oryzivora
- Eurytoma pachyneuron
- Eurytoma padi
- Eurytoma palanichamyi
- Eurytoma pallidiceps
- Eurytoma palliditarsis
- Eurytoma pallustris
- Eurytoma paracynipsea
- Eurytoma paraguayensis
- Eurytoma paraliae
- Eurytoma paramygdali
- Eurytoma pareuphorbiae
- Eurytoma parva
- Eurytoma parvula
- Eurytoma pauliani
- Eurytoma pax
- Eurytoma pediaspisi
- Eurytoma pedicellata
- Eurytoma peethapada
- Eurytoma pentaspina
- Eurytoma penuria
- Eurytoma peraffinis
- Eurytoma perineti
- Eurytoma petioliventris
- Eurytoma petrosa
- Eurytoma phalaridis
- Eurytoma philager
- Eurytoma philorobinae
- Eurytoma phloeotribi
- Eurytoma phlomidis
- Eurytoma phragmiticola
- Eurytoma phytophaga
- Eurytoma picea
- Eurytoma picus
- Eurytoma piezotracheli
- Eurytoma pigra
- Eurytoma pilicornis
- Eurytoma pineticola
- Eurytoma pinetorum
- Eurytoma pini
- Eurytoma pinisilvae
- Eurytoma pissodis
- Eurytoma pistaciae
- Eurytoma piurae
- Eurytoma plana
- Eurytoma plectroniae
- Eurytoma pletiodropa
- Eurytoma plotnikovi
- Eurytoma poincarei
- Eurytoma pollux
- Eurytoma poloni
- Eurytoma polygraphi
- Eurytoma poredipleta
- Eurytoma poroensis
- Eurytoma potentillae
- Eurytoma profunda
- Eurytoma pruni
- Eurytoma prunicola
- Eurytoma pseudocynipsea
- Eurytoma pseudononis
- Eurytoma puella
- Eurytoma punctatella
- Eurytoma punctatifossa
- Eurytoma punctifronta
- Eurytoma punctigastra
- Eurytoma pusilla
- Eurytoma pyrrhidii
- Eurytoma pyrrhocera
- Eurytoma quadrata
- Eurytoma quadrispina
- Eurytoma querceticola
- Eurytoma querciglobuli
- Eurytoma quercipisi
- Eurytoma quinquenotata
- Eurytoma radhakrishnani
- Eurytoma radicicola
- Eurytoma rajeevi
- Eurytoma ramdasi
- Eurytoma ranjithi
- Eurytoma raoi
- Eurytoma regiae
- Eurytoma reunionensis
- Eurytoma rhois
- Eurytoma risa
- Eurytoma risbecomaphaga
- Eurytoma robusta
- Eurytoma rosae
- Eurytoma roseni
- Eurytoma rubribacca
- Eurytoma rubrigalla
- Eurytoma rubriventris
- Eurytoma rufa
- Eurytoma ruficornis
- Eurytoma rufipes
- Eurytoma rufitarsus
- Eurytoma sabiae
- Eurytoma saccharicola
- Eurytoma saharensis
- Eurytoma salicigalla
- Eurytoma salicis
- Eurytoma salicisaquatica
- Eurytoma salsa
- Eurytoma saltinata
- Eurytoma salvicola
- Eurytoma samsonowi
- Eurytoma sarcophaga
- Eurytoma saussureae
- Eurytoma scabritigera
- Eurytoma scalaris
- Eurytoma scaposa
- Eurytoma schaeferi
- Eurytoma schreineri
- Eurytoma sciromatis
- Eurytoma scolyti
- Eurytoma scrobata
- Eurytoma scrophulariae
- Eurytoma sculptura
- Eurytoma semicircula
- Eurytoma semifuscicornis
- Eurytoma seminigrifemur
- Eurytoma seminis
- Eurytoma semivenae
- Eurytoma senegalensis
- Eurytoma sepulta
- Eurytoma sequax
- Eurytoma serratulae
- Eurytoma setitibia
- Eurytoma sheelae
- Eurytoma shyamagatra
- Eurytoma siamense
- Eurytoma silvae
- Eurytoma silvipuer
- Eurytoma similis
- Eurytoma sivinskii
- Eurytoma solenozopheriae
- Eurytoma spadix
- Eurytoma speciosa
- Eurytoma spermophaga
- Eurytoma spes
- Eurytoma sphaera
- Eurytoma sphegum
- Eurytoma spicula
- Eurytoma spina
- Eurytoma spinipes
- Eurytoma spongiosa
- Eurytoma squamea
- Eurytoma squamosa
- Eurytoma steffani
- Eurytoma stegmaieri
- Eurytoma stenostigma
- Eurytoma stepicola
- Eurytoma stepposa
- Eurytoma stigmi
- Eurytoma striatifacies
- Eurytoma striatigena
- Eurytoma striatula
- Eurytoma strigifrons
- Eurytoma strigosa
- Eurytoma striolata
- Eurytoma studiosa
- Eurytoma subfusca
- Eurytoma subsanguinea
- Eurytoma sulcata
- Eurytoma swezeyi
- Eurytoma systoloides
- Eurytoma tanjorensis
- Eurytoma tapio
- Eurytoma tatipakensis
- Eurytoma tavolae
- Eurytoma tellis
- Eurytoma tenebrica
- Eurytoma tenuis
- Eurytoma tephritidis
- Eurytoma tepicensis
- Eurytoma terebinthi
- Eurytoma terrea
- Eurytoma tessariae
- Eurytoma tilicola
- Eurytoma tinctipennis
- Eurytoma toddaliae
- Eurytoma tolidepepra
- Eurytoma tomici
- Eurytoma transvaalensis
- Eurytoma transversa
- Eurytoma tricoloripes
- Eurytoma trogocarpi
- Eurytoma tropicana
- Eurytoma truncata
- Eurytoma truncatella
- Eurytoma trypeticola
- Eurytoma tumida
- Eurytoma tumoris
- Eurytoma tuomurensis
- Eurytoma turkestanica
- Eurytoma turkezia
- Eurytoma turkomanica
- Eurytoma tylodermatis
- Eurytoma udara
- Eurytoma undata
- Eurytoma unicolor
- Eurytoma ussuriensis
- Eurytoma wachtli
- Eurytoma vadosa
- Eurytoma walshi
- Eurytoma varicolor
- Eurytoma varivena
- Eurytoma venula
- Eurytoma werauhia
- Eurytoma vernonia
- Eurytoma verticillata
- Eurytoma vitis
- Eurytoma volkovi
- Eurytoma xantherella
- Eurytoma xanthopus
- Eurytoma xinganensis
- Eurytoma xylophaga
- Eurytoma yagii
- Eurytoma yunnanensis
- Eurytoma zykovi